# Pornografia ASCII
Pornografia ASCII (ang. ASCII porn lub ASCII p0rn) – pornograficzne grafiki wykonane w ASCII. To pierwsza na świecie pornografia internetowa, która była popularna (wśród nielicznych wówczas użytkowników komputerów) przed wynalezieniem WWW. Można było ją znaleźć na BBS-ach i innych systemach opartych na terminalach tekstowych, z którymi łączono się przez modem. Pornografia ASCII była wymieniana również poprzez fidonet, sneakernet i na początku historii Internetu, używając usług, które istniały przed powstaniem WWW, takich jak: e-mail, telnet, usenet i gopher.
Artyści internetowi powrócili do tej formy w latach 90. XX wieku. Przykładem może być Deep ASCII, przełożenie filmu Głębokie gardło stworzone przez Vuka Ćosicia z ASCII Art Ensemble. Również poeta konkretny Florian Cramer stworzył prace w ASCII, które opierały się na obrazach seksualnych.